# Caso Partygate

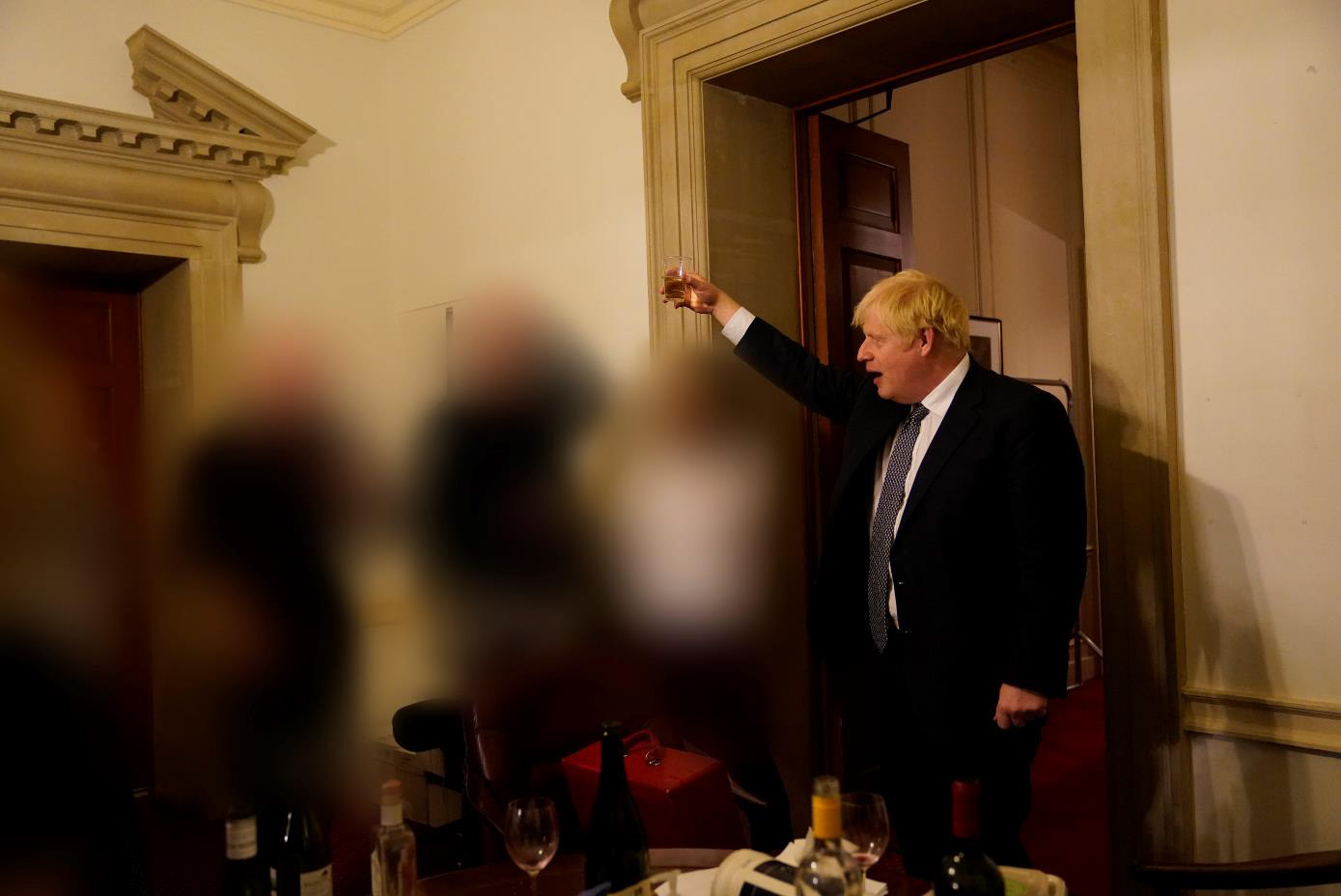
Boris Johnson em uma das reuniões em que alguns participantes violaram os regulamentos do COVID-19.

O caso Partygate é um escândalo político no Reino Unido sobre festas e outras reuniões de funcionários do governo e do Partido Conservador realizadas durante a pandemia de COVID-19 em 2020 e 2021, quando as restrições de saúde pública proibiram a maioria das reuniões. Enquanto vários bloqueios no país estavam em vigor, as reuniões ocorreram na 10 Downing Street, seu jardim e outros prédios do governo. Eles foram relatados pela primeira vez no final de novembro de 2021 e atraíram a atenção da mídia, reação pública e controvérsia política. No final de janeiro de 2022, doze reuniões foram investigadas pela Polícia Metropolitana, incluindo pelo menos três com a presença de Boris Johnson, o até então primeiro-ministro naquele período. A polícia emitiu 126 avisos penais fixos para 83 pessoas que cometeram uma ofensa sob os regulamentos da COVID-19, incluindo Boris, sua esposa Carrie Johnson e Rishi Sunak (chanceler do Tesouro), que todos pediu desculpas e pagou as multas.
As alegações foram relatadas pela primeira vez em 30 de novembro de 2021 pelo Daily Mirror de que cerca de 10 funcionários de Downing Street reuniam-se durante a época de Natal em 2020. Boris afirmou que as foram seguidas e Downing Street que uma festa ocorreu. Uma semana depois, o vídeo da ITV News teceu comentários sobre a festa. Allegra Stratton — então secretária de imprensa de Downing Street —, apareceu no vídeo e renunciou ao cargo subsequente no governo depois que o vídeo apareceu. Shaun Bailey também renunciou a vários cargos, incluindo o Comitê Criminal Policial da Assembleia de Londres, depois de admitir ter participado de uma festa em 14 de dezembro de 2020 com funcionários do Partido Conservador. Em janeiro de 2022, surgiram relatos de que havia cerca de 30 a 40 pessoas participando de festas com bebidas em maio de 2020 no jardim da 10 Downing Street durante o primeiro lockdown do país. Boris confessou o caso e pediu desculpas publicamente. Downing Street pediu desculpas à rainha Elizabeth II por mais duas reuniões realizadas em 16 de abril de 2021, um dia antes do funeral do príncipe Filipe, durante um terceiro lockdown na Inglaterra. Seguiram-se relatos de uma reunião na qual o aniversário de Boris foi comemorado com um bolo em junho de 2020.

## Antecedentes

### Lockdowndurante pandemia de COVID-19 no Reino Unido

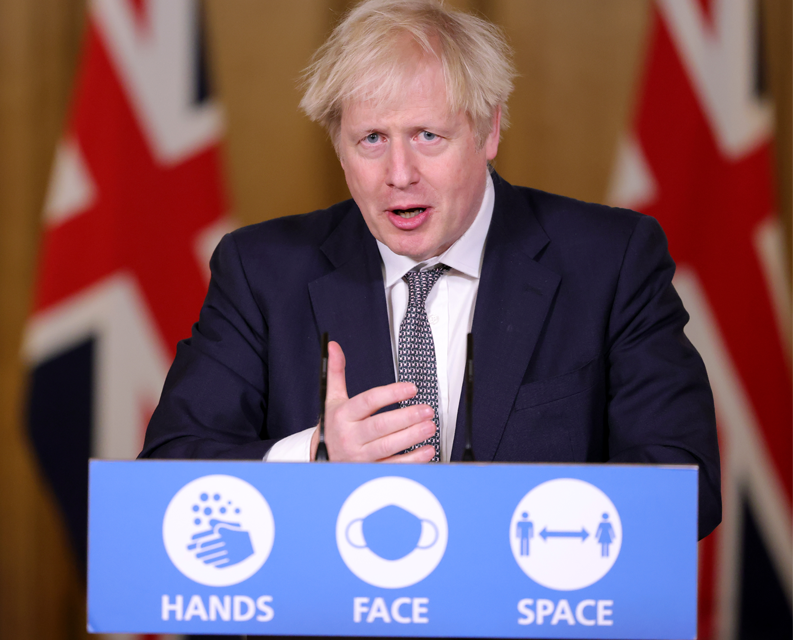
Boris Johnson em uma entrevista coletiva em 16 de dezembro de 2020, quando anunciou que Londres entraria na classificação risco "alto" da propagação do vírus.

Em resposta à pandemia de COVID-19 no Reino Unido, instaurou-se o lockdown no país em 23 de março de 2020, feito sob um novo instrumento estatutário. Esta foi uma ordem explícita de permanência em casa que proibia todas as viagens e reuniões sociais não essenciais. Algumas regras foram gradualmente relaxadas nos meses seguintes na Inglaterra; a partir de 13 de maio, "duas pessoas de agregados familiares separados foram autorizadas a encontrar-se no exterior num local público, como um parque, desde que ficassem a 2 metros de distância". Seis pessoas foram autorizadas a socializar ao ar livre até junho e as reuniões sociais internas só foram permitidas a partir de 4 de julho e apenas entre membros de duas famílias.
Com a segunda onda da pandemia de COVID-19, um segundo bloqueio nacional começou na Inglaterra em 5 de novembro de 2020. Um sistema regional de bloqueio em camadas substituiu isso em 2 de dezembro. Londres foi inicialmente colocada no risco "moderado" e movida para o nível "alto" em 16 de dezembro, sendo finalmente colocada sob um pedido de lockdown em 19 de dezembro. A socialização entre as famílias ou fora das bolhas de apoio não foi permitida durante todo esse período. A mistura e a socialização das famílias no próprio Natal também foram restritas a um pequeno número de famílias e permitidas apenas em 25 de dezembro em grande parte do Reino Unido, e em Londres foi totalmente cancelada.
Em 5 de janeiro de 2021, um terceiro lockdwon começou em toda a Inglaterra. Gradualmente promulgaram quarentena a partir de 29 de março, limitando o contato social a grupos de seis pessoas — não mais que duas residências, distanciamento social e permitido apenas ao ar livre, em abril.

### Westmisnter
Em dezembro de 2021, The Spectator publicou que as restrições de COVID-19, que dependem da Lei de Saúde Pública (Controle de Doenças) de 1984, podem não se aplicar legalmente a 10 Downing Street, pois é de Domínio Real, enquanto um segundo artigo argumentou contra isso, baseando que as leis relevantes do COVID-19 se aplicavam a indivíduos e não a terras. Em dezembro de 2021, Jenny Jones, membra do Partido Verde da Câmara dos Lordes, pediu ao governo que esclarecesse o assunto e Nicholas True, até então ministro de Estado do Gabinete, respondendo: "10 Downing Street é uma propriedade da Coroa. Os regulamentos da Lei de Saúde Pública (Controle de Doenças) de 1984 que se relacionam com as atividades das pessoas se aplicam independentemente dessas atividades terem ocorrido na propriedade da Coroa ou não."

## Investigações

### Inquérito do Gabinete

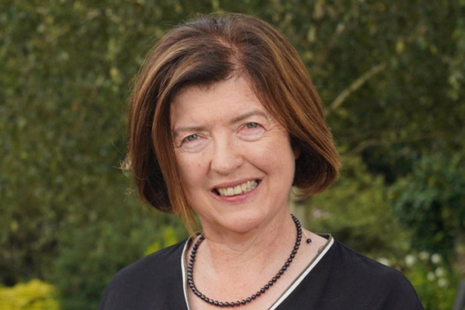
Sue Gray, funcionária pública que realizou o inquérito do caso.

O inquérito foi assumido pela funcionária pública sênior, Sue Gray, segunda Secretária Permanente do Gabinete. Gavin Barwell, ex-deputado conservador e chefe de gabinete no período de Theresa May — enquanto primeira-ministra —, foi relatado que "ele não poderia pensar em uma pessoa melhor para o papel". Dois políticos da oposição, o deputado trabalhista Chris Bryant e o deputado Ian Blackford, pediram que o inquérito fosse conduzido por uma pessoa independente do governo e do funcionalismo público.
Em janeiro de 2022, foi informado que a investigação de Gray também cobriria a imagem de 15 de maio de 2020 e partes das alegações de Dominic Cummings de 20 de maio e 13 de novembro de 2020. Alex Thomas, diretor do programa de serviço civil do Instituto de Governo, disse ao Channel 4 News que Gray, como funcionária pública, não é independente do governo.
Gray entrevistou mais de 70 pessoas. Ela teria questionado Boris sobre os eventos e também sobre Cummings, que insistiu em responder apenas por escrito. Robert Peston afirmou que Gray deveria mencionar que Boris foi avisado que o evento de 20 de maio não devesse ocorrer a algum funcionário de alto escalão.  Gray também teve acesso a cartões magnéticos e outros dados de segurança sobre os movimentos das pessoas dentro e fora de 10 Downing Street, conversando com policiais que estavam de plantão, cujas evidências foram descritas por uma fonte como "extremamente condenatórias". A Sky News informou que Gray recebeu fotos mostrando Boris participando de eventos com bebida alcoólica.
O relatório de Gray foi inicialmente esperado na semana que começou em 24 de janeiro de 2022 e teria cerca de 25 páginas. O Partido Trabalhista e os Liberais Democratas pediram que todas as provas anexas, incluindo e-mails e relatos de testemunhas, fossem publicadas. O vice-primeiro-ministro Dominic Raab não confirmou que o relatório de Gray seria publicado na íntegra e disse que Johnson decidiria quantos detalhes seriam divulgados publicamente.

#### Caso Simon
Nas perguntas do primeiro-ministro em 8 de dezembro, Boris pediu desculpas pelo vídeo da coletiva de imprensa simulada, descrevendo-se "furioso" com isso, mas sustentou que, não havia ocorrido uma festa. Também afirmou que havia encomendado uma investigação se alguma regra havia sido quebrada, a ser realizada pelo secretário de gabinete Simon Case. Três horas depois, Stratton, que apareceu no vídeo, renunciou ao cargo de porta-voz do governo para a cúpula da Conferência das Nações Unidas sobre as Mudanças Climáticas de 2021 (COP26).
Em 9 de dezembro de 2021, foi anunciado que o inquérito liderado por Simon Case se concentraria em três eventos: dois no 10 Downing Street em 27 de novembro e 18 de dezembro de 2020, e um no Departamento de Educação em 10 de dezembro de 2020.

### Investigação policial
Um inquérito policial, chamado Operação Hillman, foi iniciado em 12 reuniões em 8 dias diferentes, seis das quais Boris supostamente participou. O Daily Mirror afirmou que Boris tinha participado de pelo menos sete eventos.
Em 25 de janeiro de 2022, a Polícia Metropolitana anunciou que investigaria possíveis violações dos regulamentos COVID em Whitehall e Downing Street durante a pandemia. A polícia contactou o gabinete no dia anterior, pedindo todas as informações relevantes do inquérito Gray. Cressida Dick, comissária da Polícia Metropolitana, alegou que tais investigações aconteceram em casos potenciais de "violação mais grave e flagrante" de regras, ou quando as pessoas que o fizeram, "deviam saber que o que estavam fazer era uma ofensa". Inicialmente, o departamento policial investigou oito eventos, não se opondo à divulgação do inquérito antes da investigação e que Gray estava em colaboração junto a polícia.

## Moção de desconfiança
A situação de Boris Johnson começou a se deteriorar devido ao Partygate, e sua permanência no governo foi posta em xeque. Então o Partido Conservador decidiu realizar no dia 06 de junho de 2022 uma moção de desconfiança para remover Johnson do cargo de Primeiro-Ministro. A moção foi autorizada pelos Conservadores após 45 de seus parlamentares (15%, o que é exigido pelas normas internas do Partido) terem solicitado o procedimento. No entanto, os 359 parlamentares Conservadores (que são a maioria, de um total de 650 cadeiras na Câmara dos Comuns) votaram por manter Boris Johnson no governo, sendo 211 a seu favor e 148 contra.